# Axis Percussion
Axis Percussion — американская компания, специализирующаяся на производстве педалей для бас-барабанов.

## История
Компания основана в 1990 году барабанщиков Дарреллом Джонстоном. Первоначально «Axis Percussion» выпускали только педали для бас-барабанов, позднее также начали изготавливать хай-хэты,, замки и триггеры. Для производства педалей используются авиационный алюминий и сталь.
Педали компании используются для скоростной игры на бас-барабане в рамках соревнований «World's Fastest Drummer».
Эндорсерами компании в разные годы были Тим Уотерсон, Тим Янг, Дерек Родди, Джордж Коллиас и другие.